# Metro Exodus
Metro Exodus là một game bắn súng góc nhìn thứ nhất được hãng 4A Games phát triển và Deep Silver phát hành vào năm 2019. Đây là phần thứ ba trong dòng game Metro dựa trên tiểu thuyết của Dmitry Glukhovsky, sau các sự kiện của Metro 2033 và Metro: Last Light. Trò chơi nhận được đánh giá tích cực từ giới phê bình.

## Lối chơi
Metro Exodus thuộc thể loại bắn súng góc nhìn thứ nhất với yếu tố kinh dị sinh tồn và hành động lén lút. Lấy bối cảnh là vùng đất hoang tàn hậu tận thế của Liên bang Nga và Cộng hòa Kazakhstan cũ, người chơi phải đương đầu với những mối nguy hiểm mới và tham gia chiến đấu chống lại những sinh vật đột biến cũng như phe người thù địch. Người chơi sử dụng một kho vũ khí thủ công có thể được tùy chỉnh thông qua nguồn phế liệu và một hệ thống chế đồ. Trò chơi có sự pha trộn giữa các màn chơi tuyến tính và môi trường sandbox. Nó cũng bao gồm một hệ thống thời tiết năng động, chu kỳ ngày đêm và môi trường thay đổi cùng với các mùa xuyên suốt câu chuyện. Trò chơi lấy bối cảnh trong suốt một năm trong game.

## Bối cảnh
Metro Exodus lấy bối cảnh sau các sự kiện của Metro: Last Light, trên Trái Đất thời hậu tận thế đã bị tàn phá bởi một cuộc chiến tranh hạt nhân. Trò chơi tiếp tục câu chuyện từ kết thúc "Redemption" của Metro: Last Light. Tương tự như hai phần trước, người chơi vào vai Artyom, kẻ trốn khỏi tuyến tàu điện ngầm Moscow Metro và bắt đầu cuộc hành trình xuyên lục địa với các đồng minh của mình đến vùng viễn đông, trên một đầu máy có tên là "Aurora". Câu chuyện diễn ra trong suốt một năm, bắt đầu bằng một mùa đông hạt nhân khắc nghiệt ở Metro. Một nhân vật chính khác, trở về từ phiên bản trước và cuốn sách Metro 2035, tên là Anna - hiện là vợ của Artyom. Miller, cha của Anna và lãnh đạo của giáo đoàn Spartan Order, cũng trở về từ các phiên bản và tiểu thuyết trước đó.

## Phát triển và phát hành
Metro Exodus được phát triển bởi 4A Games. Việc phát triển trò chơi bắt đầu vào năm 2014 tại các studio của 4A Games ở Malta và Kiev. Trò chơi sử dụng 4A Engine. Metro Exodus đã được công bố vào ngày 11 tháng 6 năm 2017 tại cuộc họp báo của Microsoft trong E3 2017. Trò chơi được phát hành cho Microsoft Windows, PlayStation 4 và Xbox One vào ngày 15 tháng 2 năm 2019, tiếp theo là phiên bản Stadia vào ngày 19 tháng 11 năm 2019, như là một phần của sự ra mắt của hệ thống đó. Bản mở rộng đầu tiên, The Two Colonels, được phát hành vào ngày 20 tháng 8 năm 2019,  tiếp theo là bản mở rộng thứ hai, mang tên Sam's Story, vào ngày 11 tháng 2 năm 2020. Soundtrack của game do Dolby Atmos thực hiện.

### Tranh cãi về Epic Games Store
Ngày 28 tháng 1 năm 2019, thông báo rằng phiên bản PC sẽ độc quyền cho Epic Games Store trong một năm, với việc nhà phát hành viện dẫn phân chia doanh thu thuận lợi hơn của nền tảng này. Doanh số bán trước của trò chơi đã bị ngừng trên Steam sau thông báo, với việc mua hàng kỹ thuật số Steam hiện tại vẫn đang được thực hiện. Quyết định này đã gây ra tranh cãi và dẫn đến một số lượng lớn người chơi kêu gọi tẩy chay trò chơi và oanh tạc đánh giá các phiên bản trước đó của thương hiệu này trên Steam. Các phiên bản bán lẻ vật lý của trò chơi, được công bố trước đây cho Steam, cũng đã được thay đổi để sử dụng Epic Games Store, dù nhiều bản sao đã được khách hàng đặt trước. Một trong những nhà phát triển của trò chơi bị chỉ trích trên báo game khi tuyên bố trên một diễn đàn rằng nếu Metro Exodus không bán được trên Epic Games Store, phần tiếp theo của nó có thể trở thành bản độc quyền console. 4A Games đã đưa ra một tuyên bố rằng những quan điểm này không đại diện cho quan điểm của công ty.

## Đón nhận
Metro Exodus được phát hành với những lời đánh giá "nói chung là thuận lợi", theo trang web tổng hợp kết quả đánh giá Metacritic.

### Doanh số
Trong tháng phát hành, Metro Exodus đã khẳng định vị trí thứ hai trên bảng xếp hạng doanh số của Vương quốc Anh. Metro Exodus cũng bán được nhiều bản hơn 50% so với người tiền nhiệm, Metro: Last Light. Tại Nhật Bản, khoảng 17.513 bản cho PS4 đã được bán trong tuần ra mắt trở thành tựa game bán chạy thứ 7 ở bất kỳ định dạng nào.

### Giải thưởng
| Năm  | Giải thưởng                       | Thể loại                          | Kết quả   | Tham khảo     |
| ---- | --------------------------------- | --------------------------------- | --------- | ------------- |
| 2017 | Golden Joystick Awards            | Most Wanted Game                  | Đề cử     | [ 28 ]        |
| 2018 | Game Critics Awards               | Best PC Game                      | Đề cử     | [ 29 ]        |
| 2018 | Game Critics Awards               | Best Action Game                  | Đề cử     | [ 29 ]        |
| 2018 | Gamescom Awards                   | Best Action Game                  | Đề cử     | [ 30 ]        |
| 2018 | Golden Joystick Awards            | Most Wanted Game                  | Đề cử     | [ 31 ]        |
| 2019 | Develop:Star Awards               | Best Visual Art                   | Đề cử     | [ 32 ]        |
| 2019 | Develop:Star Awards               | Game of the Year                  | Đề cử     | [ 32 ]        |
| 2019 | Golden Joystick Awards            | Best Storytelling                 | Đề cử     | [ 33 ]        |
| 2019 | Golden Joystick Awards            | Best Visual Design                | Đề cử     | [ 33 ]        |
| 2019 | Titanium Awards                   | Best Action Game                  | Đề cử     | [ 34 ]        |
| 2019 | The Game Awards 2019              | Best Action Game                  | Đề cử     | [ 35 ]        |
| 2020 | 23rd Annual D.I.C.E. Awards       | Outstanding Technical Achievement | Đề cử     | [ 36 ]        |
| 2020 | NAVGTR Awards                     | Graphics, Technical               | Đề cử     | [ 37 ]        |
| 2020 | Pégases Awards 2020               | Best International Game           | Đoạt giải | [ 38 ] [ 39 ] |
| 2020 | 16th British Academy Games Awards | Technical Achievement             | Đề cử     | [ 40 ]        |